# Christian Lindinger
Christian Lindinger (* 28. Februar 1964) ist ein deutscher Politiker (Freie Wähler). Er ist seit Oktober 2023 Abgeordneter im Bayerischen Landtag.

## Politik
Lindinger ist Mitglied im Marktgemeinderat seines Heimatortes Ruhstorf an der Rott im Landkreis Passau. Ebenfalls ist er Kreisrat im Kreistag des Landkreises Passau. Bei der Landtagswahl in Bayern am 8. Oktober 2023 wurde er mit den siebtmeisten Stimmen seiner Partei im Wahlkreis Niederbayern in den Landtag gewählt.

## Ehrenämter
Er ist Vorsitzender der Freien Wählergemeinschaft Ruhstorf an der Rott. 